# Гермес, Георг
Георг Гермес (нем. Georg Hermes; 22 апреля 1775, Драйервальде — 26 мая 1831, Бонн) — германский католический богослов и философ, преподаватель, духовный писатель. Его философско-теологическое учение называется гермесианизмом (Hermesianismus) или гермесианством. После его смерти его ученики и последователи образовали особую школу «гермесианцев».

## Биография
Родился в семье зажиточных крестьян. Образование получил в 1792—1798 годах в Вестфальском университете Вильгельма в Мюнстере, где изучал философию и богословие. С 1798 года преподавал религию в гимназии, в 1799 году был рукоположён в священнический сан. В 1807 году после публикации своей первой работы был назначен профессором догматического богословия в Мюнстере. С 1820 года преподавал в Рейнском университете Фридриха-Вильгельма в Бонне, где работал до конца жизни; одновременно входил в совет при Кёльнском кафедральном соборе и был активным деятелем католического образования.

## Основатель гермесианизма
Наиболее известен как основатель «гермесианизма» (гермесианства) — антропоцентрической системы обоснования католической веры. Будучи священником и одновременно занимаясь философией (в частности, изучая религиозные воззрения Иммануила Канта), Гермес пришёл к убеждению, что хотя основных истин религии (бытие Бога, возможность и действительность откровения) нельзя отрицать, но частные доктрины христианства могут быть признаваемы истинными лишь потому, что не противоречат результатам естественного откровения, то есть разуму. Когда он заявил, что из постановлений Тридентского собора он признает лишь те, которые не противоречат разуму, он порвал с традиционным богословием и стал объектом критики со стороны многочисленных богословов.
После его смерти из его учеников и последователей возникла особая школа «гермесианцев», особенно утвердившаяся в Трире, Бонне и Бреслау. Её печатным органом стала издававшаяся в Бонне с 1833 года «Zeitschr. f. Philos, u. kath. Theologie».
25 сентября 1835 года папа Григорий XVI подверг сочинения Гермеса официальному осуждению в своей энциклике, после чего они попали в Индекс запрещённых книг, а кёльнский архиепископ запретил студентам богословского факультета в Бонне посещать лекции профессоров-гермесианцев. Последние всячески старались оправдать своего учителя, ездили в Рим, где доказывали, что в сочинениях Гермеса вовсе нет таких идей, которые заслуживали бы осуждения, — но безуспешно. Между приверженцами и противниками Гермеса велась ожесточённая полемика, закончившаяся тем, что некоторые из первых были лишены своих профессорских кафедр (например, профессора Браун и Ахтерфельд в Бонне в 1844 года), а другие изменили своему учителю и отказались от его воззрений. В 1847 году осуждение трудов Гермеса было подтверждено папой Пием IX.

## Труды
Наиболее известные работы:
- «Untersuchungen über die innere Wahrheit des Christenthums» (Мюнстер, 1805),
- «Einleitung in die christkatholische Theologie» (1-я часть вышла в 1810 году, 2-я в 1829-м; работа над этим трудом закончена не была).

В 1831—1834 годах, уже после смерти Гермеса, его учениками был опубликован его пятитомный труд «Christkatholische Dogmatik».